# Bữa ăn sáng

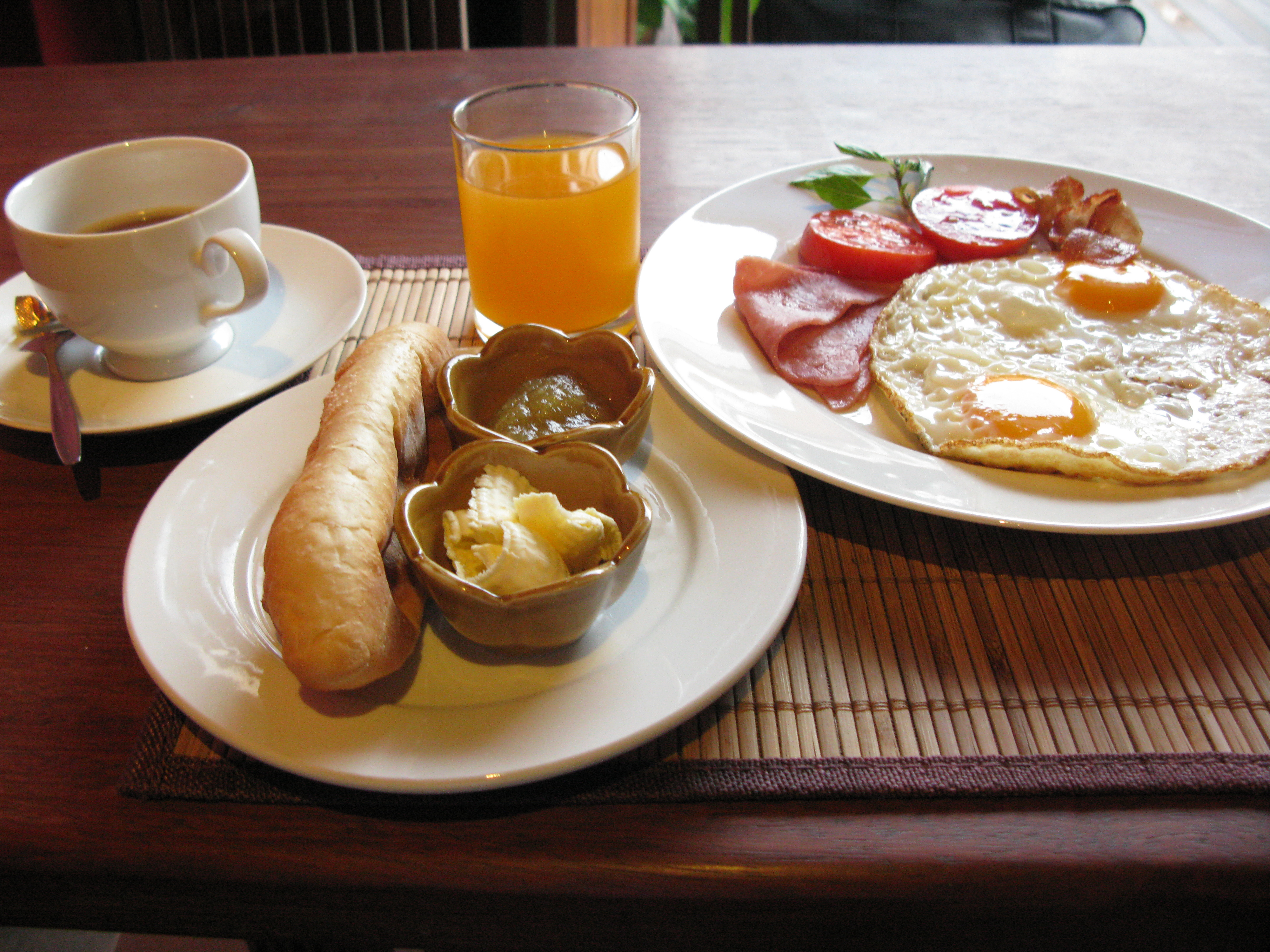
Một bữa sáng kiểu Âu với bánh mì, trứng ốp la, thịt xông khói, nước cam, cà phê hòa tan

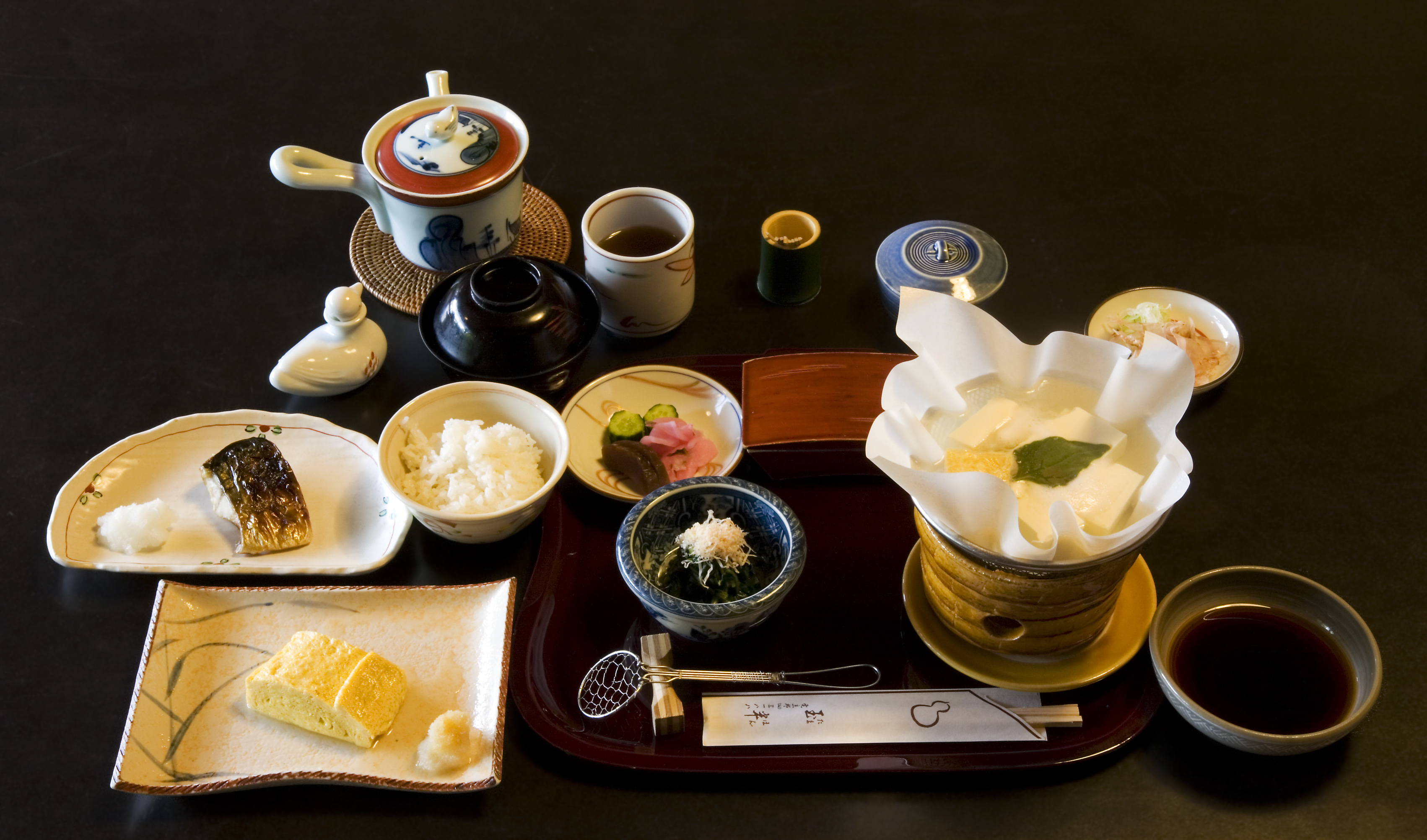
Một bữa ăn sáng truyền thống tại một Ryokan ở Kyoto. Các món ăn gồm thịt cá thu nướng, dashimaki (trứng tráng, ở đây theo phong cách Kansai), cơm, đậu phụ trong nồi giấy (kami nabe), cá bào katsuobushi, dưa muối tsukemono, trà xanh. Chén màu đen là xúp miso

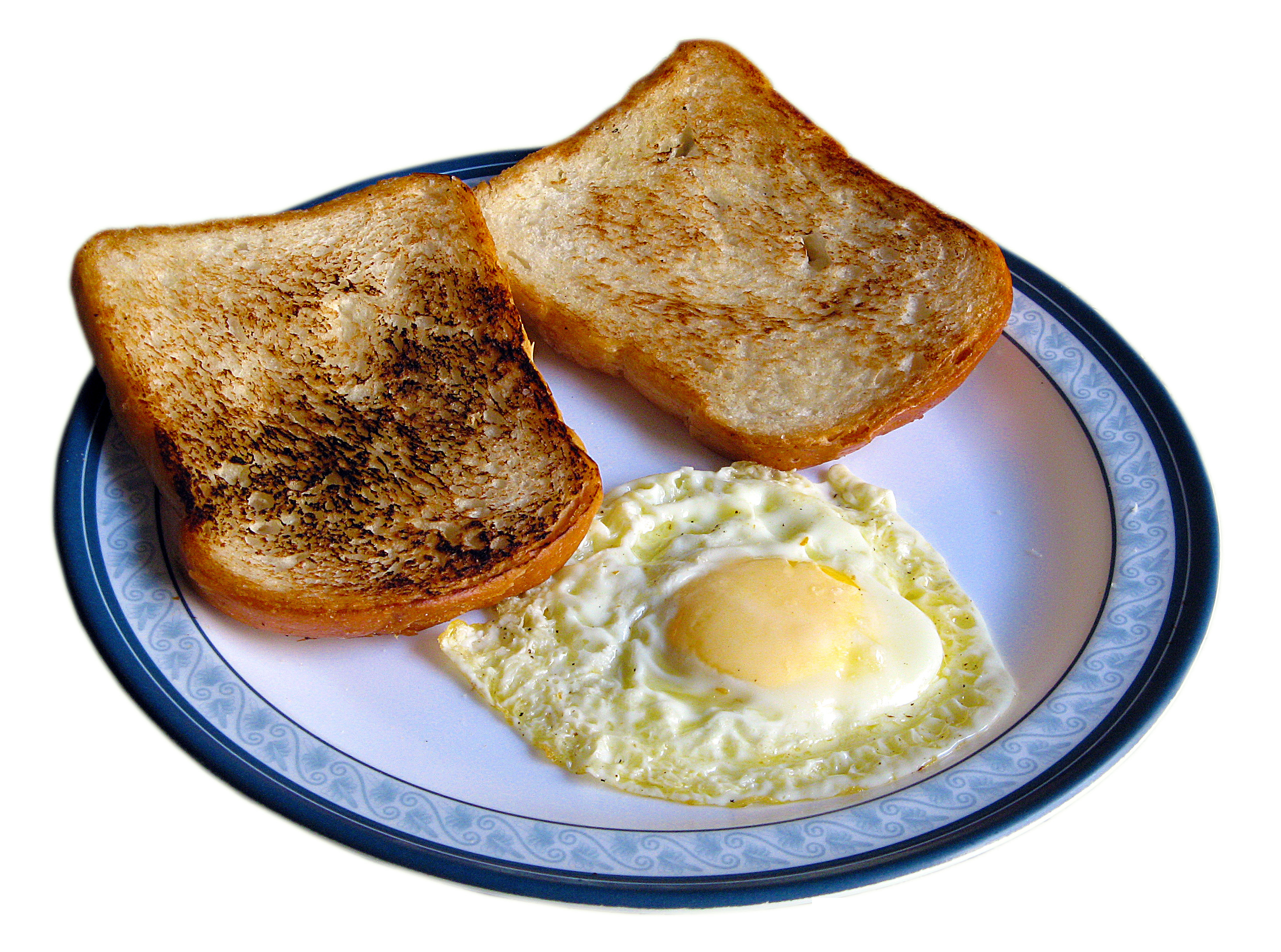
Một bữa điểm tâm hiện đại nhanh gọn với hai lát bánh mì và một quả trứng ốp la

Bữa ăn sáng hay còn gọi là bữa sáng, bữa lót dạ hay bữa điểm tâm là bữa ăn đầu tiên trong ngày, thường là vào buổi sáng sau khi thức dậy với thực đơn thường gồm những món thức ăn nhanh, nhẹ kèm theo các món tráng miệng và giải khát như trà, sữa, cà phê, nước giải khát. Mỗi một quốc gia, dân tộc, vùng miền, dân tộc, mỗi nền văn hóa trên thế giới đều có những bữa điểm tâm đa dạng theo cách khác nhau. Các chuyên gia dinh dưỡng cho rằng bữa ăn sáng là bữa ăn quan trọng nhất trong ngày và là nền tảng để cung cấp dinh dưỡng có lợi nhất cho sức khoẻ. Nhiều nhà dinh dưỡng đã xác định được giá trị của bữa ăn nhanh vào buổi sáng, bữa ăn sáng chiếm từ 1/4-1/3 (25-30%) tổng năng lượng cả ngày, nên cần phải là bữa ăn đầy đủ dưỡng chất nhất. Bỏ bữa ăn sáng có thể sẽ gây hậu quả bất lợi đến các hoạt động cơ thể và tinh thần trong suốt một buổi sáng. Trong tiếng Việt, bữa ăn sáng còn được gọi là bữa điểm tâm xuất phát từ chữ điểm sấm của Quảng Đông.

## Đại cương

### Vai trò
Một khẩu phần ăn sáng với chế độ dinh dưỡng đầy đủ, sẽ giúp cho cơ thể có một ngày mới tràn đầy năng lượng làm việc. Thiếu ăn sáng có thể sẽ gây hậu quả bất lợi đến các hoạt động cơ thể và tinh thần trong suốt một buổi sáng đó, tăng rủi ro tai nạn trong lao động, lượng vitamin và chất khoáng được nạp cho cơ thể khi bữa ăn sáng bị bỏ sót sẽ không đủ trong bữa ăn sau và bữa ăn nhanh. Vì thế, với những người không ăn sáng, lượng vitamin và khoáng sẽ bị thiếu trầm trọng đặc biệt là chất sắt và calci. Các nhà khoa học khuyến cáo: "Tất cả mọi người có thói quen ăn sáng hàng ngày sẽ nâng cao được sức khoẻ và kéo dài sinh lực trong suốt một buổi sáng, có thái độ và tinh thần minh mẫn trong suốt một ngày."
Bữa ăn sáng giúp duy trì tinh thần làm việc được minh mẫn liên tục vì bữa sáng bổ sung năng lượng tiêu hao sau một đêm dài. Vì cơ thể đòi hỏi phải có một lượng lớn Glucoza được chuyển hoá và lượng lớn này sẽ được chuyển hoá lên não, giúp cơ thể bổ sung thêm lượng Glucoza trong máu, nguồn năng lượng chính của não (sau một đêm dài không hoạt động). Điều này thật sự quan trọng vì não của bạn không có lượng dự trữ Glucoza. Ăn sáng cũng giúp kích thích sự trao đổi chất, quá trình này thường diễn ra rất chậm trong suốt một đêm.

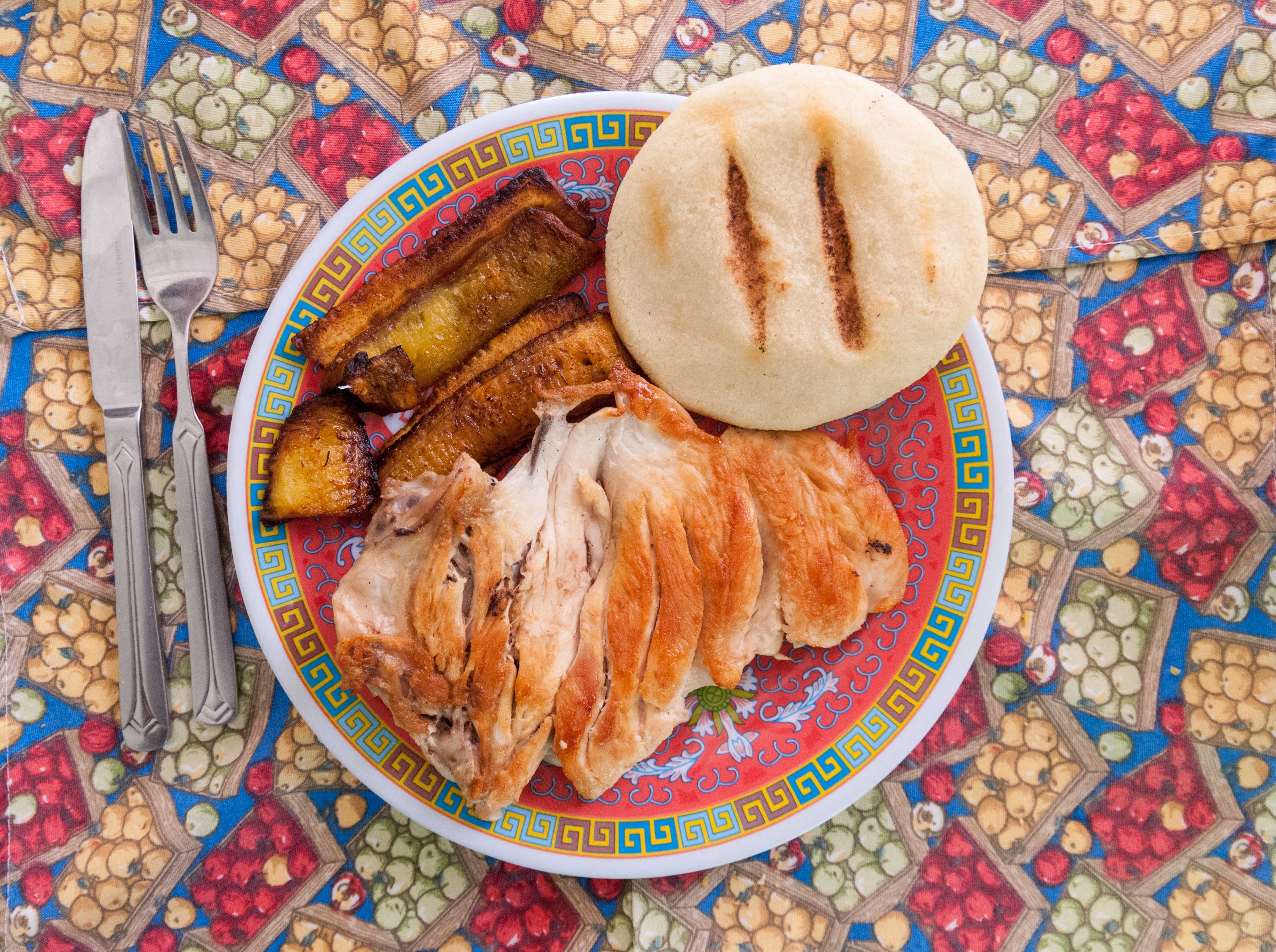
Một phần ăn sáng ở Venezuela

Đối với độ tuổi còn nhỏ, bữa ăn sáng giúp cho trẻ em khi đi học tăng khả năng hấp thụ bài giảng, suy nghĩ nhanh, tăng mức độ và thời gian tập trung vào giờ học. Một nghiên cứu tại Mỹ thực hiện với đối tượng là học sinh cho thấy sau khi áp dụng chế độ ăn sáng cho toàn trường thì tỉ lệ học sinh đạt được điểm toán cao hơn, ít bị ức chế, ít lo lắng cũng như ít hiếu động hơn so với lúc chưa áp dụng chế độ này và khi so sánh giữa hai nhóm trẻ có ăn sáng và không ăn sáng, người ta nhận thấy nhóm trẻ ăn sáng có khả năng suy nghĩ, phán đoán và giải quyết vấn đề nhanh hơn, tính tình cũng ít cáu gắt hơn. Nhóm trẻ không ăn sáng bị giảm khả năng lựa chọn thông tin, giải pháp, giảm khả năng gợi nhớ, giảm chú ý, nói năng kém lưu loát.
Đối với nhóm tuổi vị thành niên và thành nhiên, những người không ăn điểm tâm thì bị giảm khả năng xử lý và điều hành công việc, giảm trí nhớ và giảm vận động trí não. Người ăn bữa sáng thường xuyên sẽ có chỉ số thông minh hơn những người thường bỏ bữa ăn sáng. Ngoài ra thì phụ nữ có thai nếu ăn sáng đúng cách thì cũng có tác dụng rất tốt đối với thai nhi. Đối với những người cao tuổi, ăn sáng thường ngày tạo cho sức khoẻ tốt, giảm đáng kể lượng tử vong sớm với những người già. Năng lượng có trong bữa ăn sáng rất cao và lượng ngũ cốc tiêu thụ cũng có khả năng giảm lượng cholesterol, tăng lượng vitamin trong máu.
Theo nghiên cứu của Viện dinh dưỡng Quốc tế, hơn một phần tư số người trên thế giới thường xuyên bỏ bữa ăn sáng và cũng một nghiên cứu khác lại chỉ ra rằng, thói quen ăn sáng phát triển trong suốt thời kì khi con người còn nhỏ và thói quen này sẽ kéo dài tới tận cuối đời. Nếu trẻ em bỏ bữa ăn sáng thì thói quen này cũng sẽ kéo theo đến tận khi lớn lên. Một cuộc thăm dò trên một số đối tượng tuổi học sinh ở Nhật Bản đã kết luận những bạn nào hay bỏ bữa sáng ở trường trung học có xu hướng tham gia quan hệ tình dục sớm hơn các bạn ăn sáng đầy đủ.

### Thực đơn

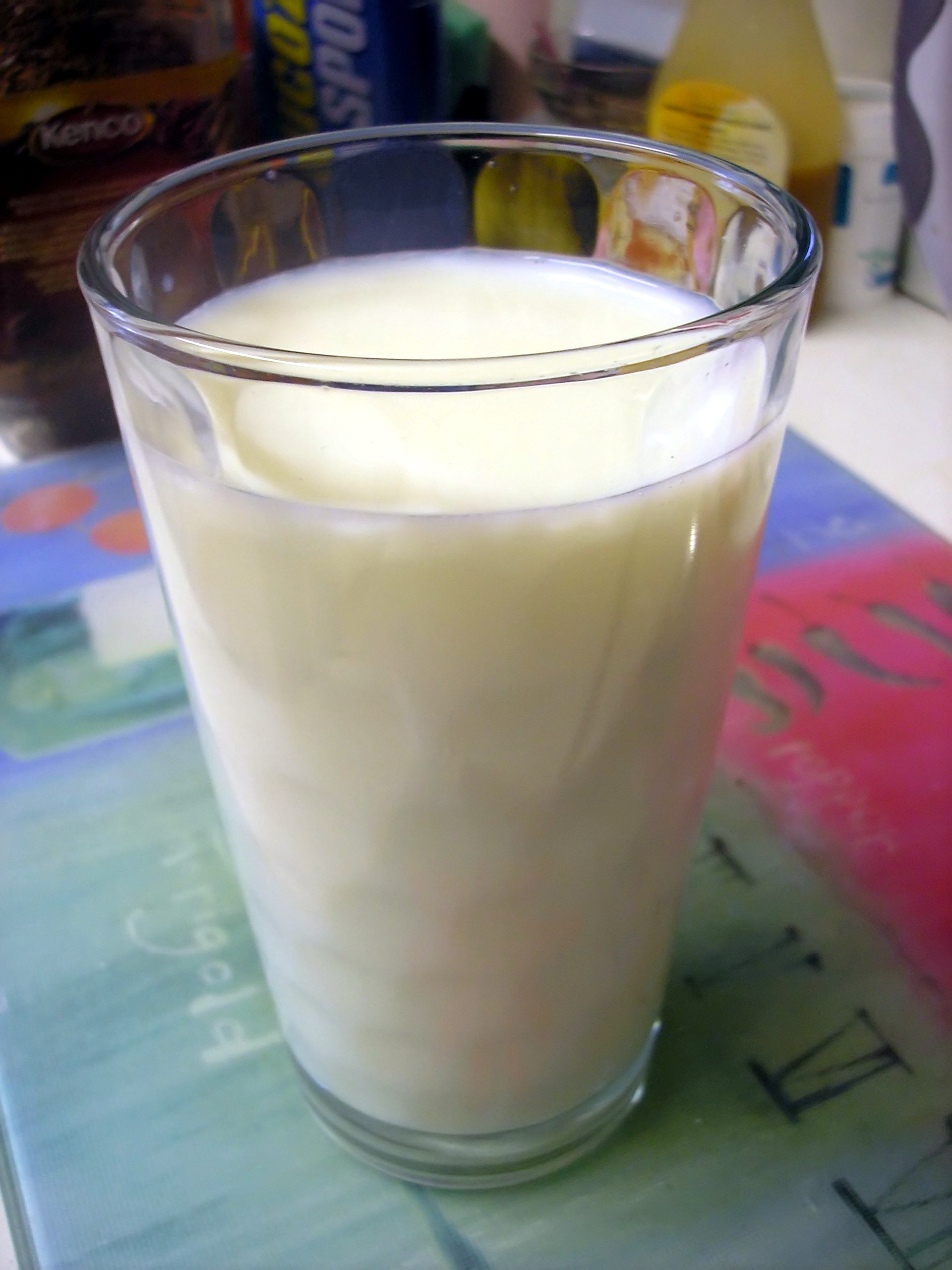
Sữa, nhất là sữa tươi một món nên có

Một bữa ăn điểm tâm phải có lượng thức ăn đủ cung cấp cho cơ thể từ 1/4 đến 1/3 nhu cầu lượng protein trong một ngày cùng với nhiều chất tinh bột, sợi và ít mỡ (nên chọn ngũ cốc các loại và không nên chọn loại có nhiều đường hoặc mỡ). Theo các chuyên gia về dinh dưỡng, bữa ăn sáng là bữa chính nên cần có đủ bốn nhóm thực phẩm: bột đường (cơm, cháo, bún, mì, nui, phở, xôi, khoai...), đạm (thịt, cá, tôm, trứng, đậu hũ...), béo (dầu, mỡ, bơ), rau củ và trái cây....
Riêng các em nhỏ có thể ăn bữa sáng với các món phở, bún, miến... (có chứa khoảng 400-500kcal), bánh mì thịt (khoảng 400kcal), hoặc các món xôi đậu (khoảng 500kcal), uống thêm hộp sữa tươi (khoảng 200ml) là có thể đảm bảo bữa ăn sáng cho nhu cầu phát triển cơ thể.
Đối với Việt Nam, có khuyến cáo cho rằng bữa ăn sáng không phải là bữa ăn phụ mà nên là bữa ăn chính và cũng cần có đầy đủ các chất dinh dưỡng với tỷ lệ cân đối, bao gồm các nhóm: chất bột (cơm, bún, bánh mì, bánh cuốn, phở), chất đạm (thịt, trứng, sữa, cá, đậu đỗ...), chất béo (dầu, mỡ, để rán, xào, hay cho vào nước dùng, bơ để phết vào bánh mì...), vitamin và muối khoáng (rau và trái cây). Bữa ăn sáng muốn đảm bảo đủ dinh dưỡng phải có ít nhất một loại thực phẩm từ mỗi nhóm trên.
Một đề xuất về thực phẩm dùng trong bữa sáng nên là Sữa, chuối, Các loại hạt từ hạt dẻ, hạt hướng dương đến hạnh nhân, Quế, nên dùng thêm táo vào bữa sáng, Loại sữa chua tốt nhất mà bạn nên dùng vào mỗi sáng là sữa chua nguyên vị, yến mạch, trứng. Trong khi đó, bữa sáng có thể ăn thịt xông khói để tăng thêm sự hấp dẫn nhưng đó thực sự là những thực phẩm không lành mạnh và không tốt cho bạn để ăn sáng. vì đây là thực phẩm chứa nhiều chất béo sẽ khiến no lâu và ảnh hưởng đến sự di chuyển trong một ngày làm việc.

### Thức uống

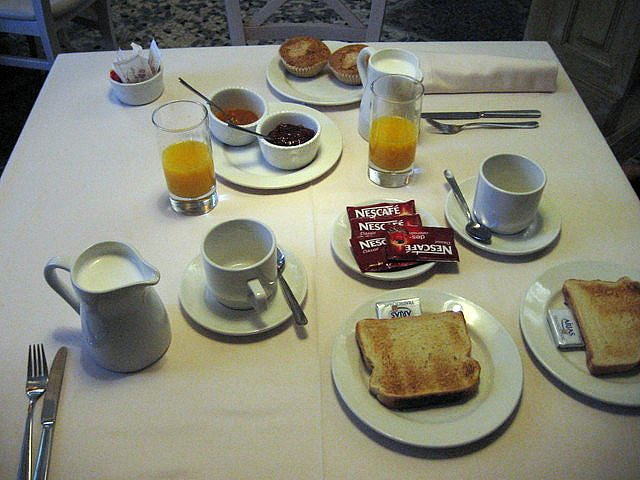
Các thức uống phổ biến trong bữa sáng gồm: nước cam, sữa tươi, cà phê hòa tan cùng với lát bánh mỳ

Như các đặc điểm theo vùng miền đã nêu ở trên, sự lựa chọn đồ uống vào các bữa ăn sáng tương đối thống nhất trên toàn thế giới, bao gồm:
- Nước ép trái cây (nước cam là phổ biến nhất)
- Sữa (nóng hoặc lạnh), hoặc sữa đậu nành ở Việt Nam và Trung Quốc
- Thức uống nóng có chứa caffein (như trà, cà phê hay sô cô la, ca cao... đối với cà phê, do gấp rút về thời gian vào buổi sáng nên nhiều người chọn loại cà phê hòa tan hay cà phê uống liền chứ không có nhiều thời gian để nhâm nhi ly cà phê phin).

Thường tránh hoặc hạn chế dùng các đồ uống có cồn vào bữa sáng (rượu là một chất gây trầm cảm và có ảnh hưởng đến trí óc vì vậy nó không tốt cho công việc). Tuy nhiên vẫn có một số loại thức uống có cồn được dùng vào buổi sáng như cocktail mimosa (rượu sâm panh và nước cam, còn được gọi là Fizz Buck tại Anh), cocktail Bloody Mary (rượu vodka và nước ép cà chua và rượu mùi cà phê), sâm panh hoặc rượu vang trắng.

### Khuyến cáo

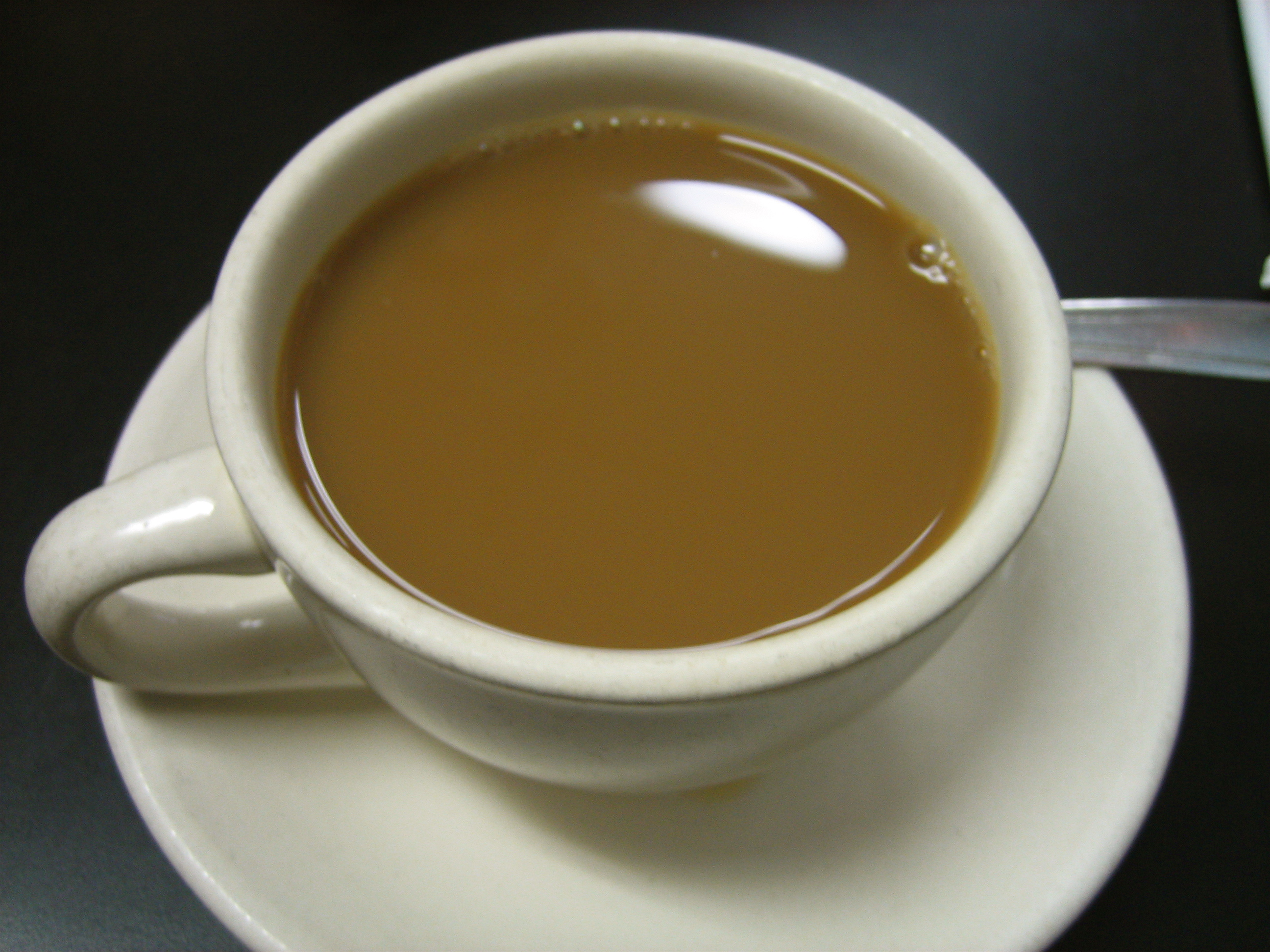
Theo các nhà khoa học thì uống cà phê buổi sáng trước khi ăn không hoàn toàn có lợi

Một số khuyến cáo cho rằng khi ăn sáng cần tránh một số món sau:
Cần tránh những đồ ăn ngọt, gồm những thức ăn như bánh ngọt, bánh nướng xốp, bánh bột mì có đường, bánh trái cây.... Hầu hết những loại thức ăn này đều được tráng bằng một lớp đường hoặc kem mà lại thiếu calo và các chất dinh dưỡng. Một chiếc bánh xốp chứa khoảng 48 gam chất béo, không có lợi cho sức khỏe. Để bắt đầu một ngày mới, cơ thể cần nạp năng lượng bằng thịt, cá, rau... chứ không phải là những thức ăn nhanh vì sẽ nhanh dẫn đến hiện tượng đói và đột quỵ.
Cần tránh những thức ăn rán vì những thức ăn này chứa rất nhiều đường syro, khiến người ăn dễ bị đầy hơi nhanh chóng, làm mau khát nước, khó tiêu hóa khiến người ăn có thể mệt lả sau một ngày làm việc vất vả. Ngoài ra, với lượng dầu mỡ nhiều, đồ ăn rán có thể gây ra bệnh béo phì, ung thư. Trong khẩu phần bữa ăn sáng của người Pháp, thức ăn rán, đặc biệt là bánh rán gần như là một điều cấm kỵ.
Không nên ăn cháo và dưa chua, cháo khiến có cảm giác nhanh no (do ngâm nhiều nước) nhưng cũng nhanh đói và làm thiếu protein, hàm lượng muối natri cao gây ra sự mệt mỏi, choáng váng.
Không nên dùng nước uống có gas và nước trái cây đóng hộp vì nó sẽ làm mất đi một lượng lớn calo nếu uống vào buổi sáng sẽ khiến người ăn bị đầy hơi vì chứa quá nhiều CO2, làm ảnh hưởng tới cơ quan tiêu hóa. Nên uống một ly sữa nóng.
Nên tránh dùng trà và cà phê vì đây không phải là các đồ uống cung cấp nhiều năng lượng cho cơ thể. Những đồ uống dạng này rất ít các chất dinh dưỡng. Nếu uống trà hay sữa vào buổi sáng, tốt nhất không nên cho đường hay kem. Nhà nghiên cứu Terry Graham thuộc Trường Đại học Guelph, Canada cho biết nếu uống một ly cà phê có chứa chất caffein trước bữa ăn sáng với loại ngũ cốc có lượng đường thấp có thể khiến cho nguy cơ bị bệnh đái tháo đường típ-2 của một số người cao hơn. Chất caffein trong cà phê có thể làm biến đổi các phản ứng với đường cơ thể.
Không nên ăn sáng nhiều tại các cửa hàng ăn nhanh mặc dù nó sẽ tiết kiệm được nhiều thời gian vì trong các cửa hàng như vậy, bữa sáng thường là sự kết hợp giữa những thức ăn có lượng calo cao cùng với các chất béo dễ dàng giúp cơ thể tăng cân, béo phì. Thay vào đó hãy uống một cốc sữa và ăn táo, loại hoa quả này sẽ giúp cơ thể minh mẫn suốt cả ngày.

## Trên thế giới
Bữa ăn sáng có sự đang dạng trên thế giới nhưng có thể chia làm các nhóm chính là bữa ăn sáng kiểu Á và bữa ăn sáng kiểu Âu-Mỹ.

### Châu Á
Châu Á là vùng có truyền thống trong ẩm thực, bữa ăn sáng thường được chế biến đa dạng, phong phú, và có xu hướng thiên về khẩu vị của lương thực, rau, củ, quả, nhiều hương liệu, gia vị.

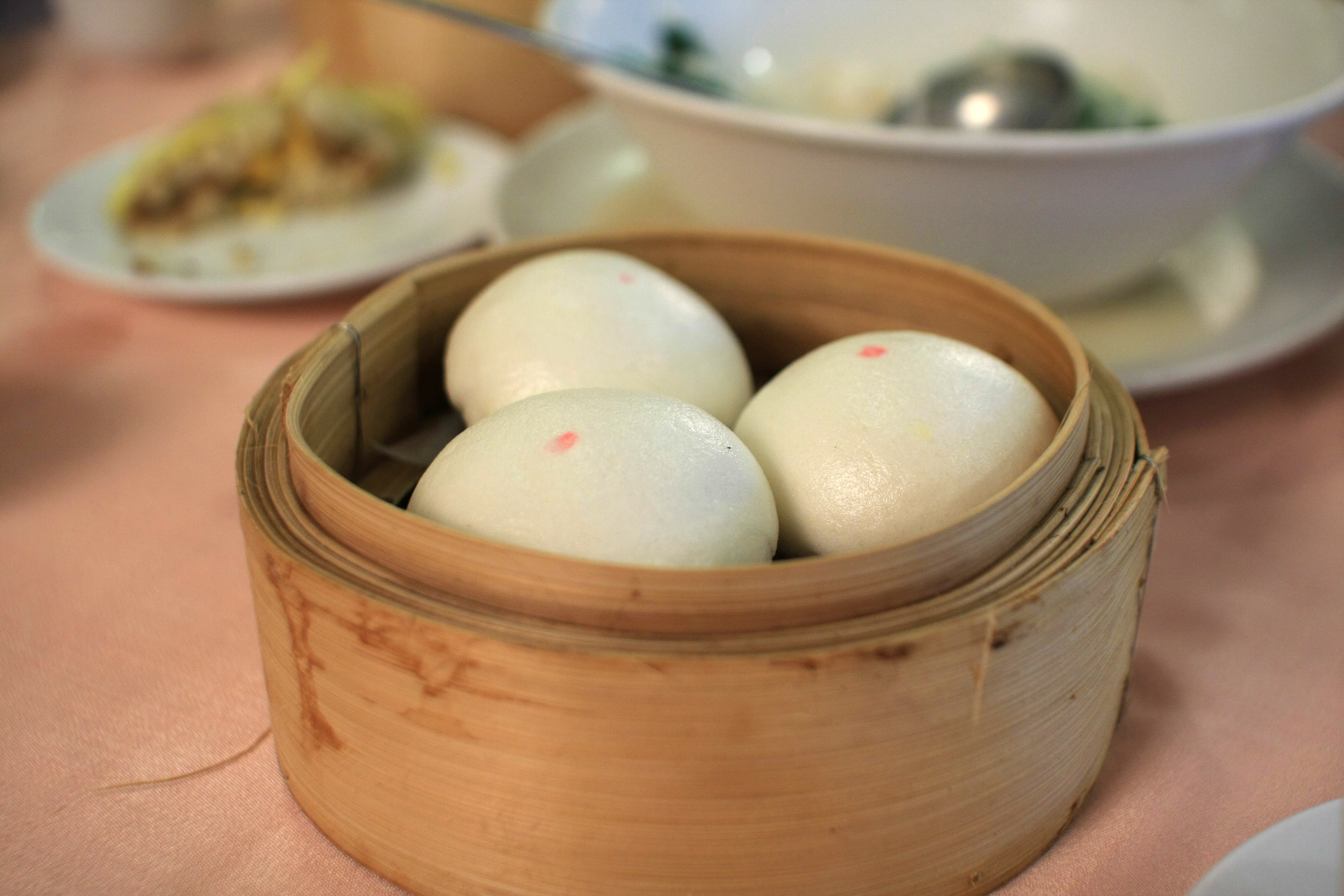
Bữa sáng của người Hoa

- Trung Quốc: Thực đơn bữa ăn sáng gồm một bát cháo nấu với rau đi kèm với một loạt "Điểm sấm" (Dim sum) là tên gọi của rất nhiều cách chế biến món ăn có bọc một lớp bột mỏng ở bên ngoài, sau đó rán hoặc hấp chín, và được đặt trong những chiếc giỏ tre nhỏ nhắn và đậy nắp. Nhân của dim sum có thể là tôm bóc vỏ, thịt, rau các loại, một lớp da mỏng bóc từ chân vịt đã được làm sạch, một miếng cá hay đậu phụ.

- Ở Nhật Bản, bữa ăn sáng truyền thống ở Nhật gọi là "Choshoku", gồm một bát cơm có đập một quả trứng gà sống hoặc trộn với rong biển nori, sau đó dùng thêm súp miso (bột đậu nành ủ lên men).[8]
- Hàn Quốc: Bữa ăn sáng không mấy khác biệt với những bữa ăn khác trong ngày, tuy nhiên những món ăn phụ (được gọi chung là banchan) sẽ ít hơn. Thông thường, bàn ăn bao gồm một số loại canh (guk), cơm và những món ăn phụ, ở một gia đình Hàn Quốc truyền thống, một bữa sáng thường gồm có sáu món. Tại mỗi gia đình sẽ lựa chọn những món ăn phụ khác nhau phù hợp với khẩu vị của mỗi thành viên.

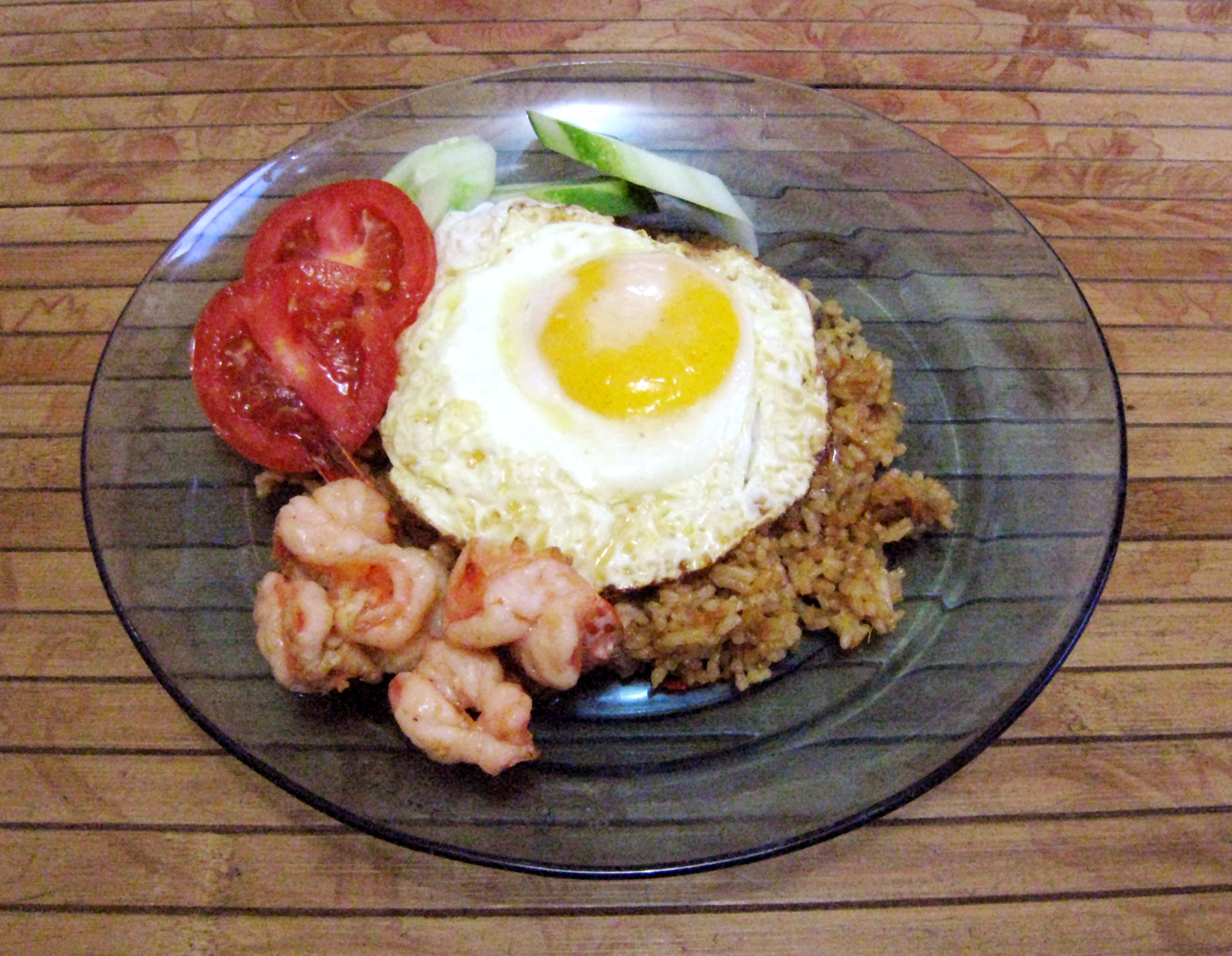
Bữa sáng của Indonesia

- Indonesia: Người dân Indonesia có thể ăn sáng vào lúc rất sớm và cũng có khi vào lúc trễ (đến 11h trưa). Thức ăn thông thường là loại bánh "krupuk" (bánh mì cuốn tôm chiên) hoặc "laksa"(hủ tiếu chiên giòn) và cả chuối chiên. Đồ uống dùng trong bữa sáng thường là nước dừa ướp lạnh hoặc một ly trà đá.

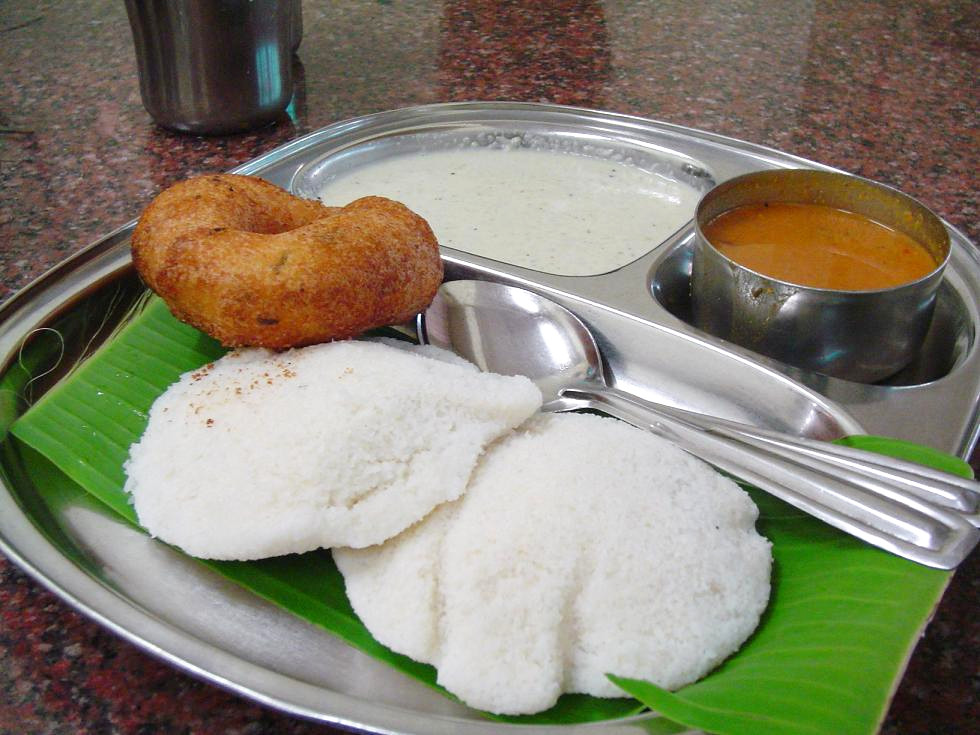
Một bữa sáng ở miền Nam Ấn Độ

- Ấn Độ: Bữa ăn sáng có tên gọi là "jalpan" và thường ăn rất sớm. Bữa sáng của họ hầu như không có thịt. Đây là bữa ăn quan trọng trong ngày gồm nhiều món như: đậu luộc, rau xà lách, bánh "puris"(bánh tráng chiên giòn) ăn kèm với mứt, sữa chua, và "lassi"(một món uống mặn hay ngọt tùy thích có chất chính là sữa chua), món "raitas"(rau trộn với sữa chua) và nhiều trái cây tươi. Người Ấn ít uống cà phê thay vào đó, họ thường dùng trà trong lúc ăn sáng.

- Vùng Trung Đông: Thực đơn chính là bánh mì và "boulghor" (một loại cháo đặc, nấu bằng lúa đại mạch, xắt ra từng khoanh). Ở thôn quê, bữa ăn sáng gọi là "fatour al sabah", một loại sữa đặc "labaneh" với một chút thịt sống, rau mùi, bạc hà và hành sống. Trong các thành thị thì uống trà hoặc nước quế thơm và ăn "bánh mì Ả rập" (loại bánh tròn, dẹp, có đường kính 20cm).

### Việt Nam

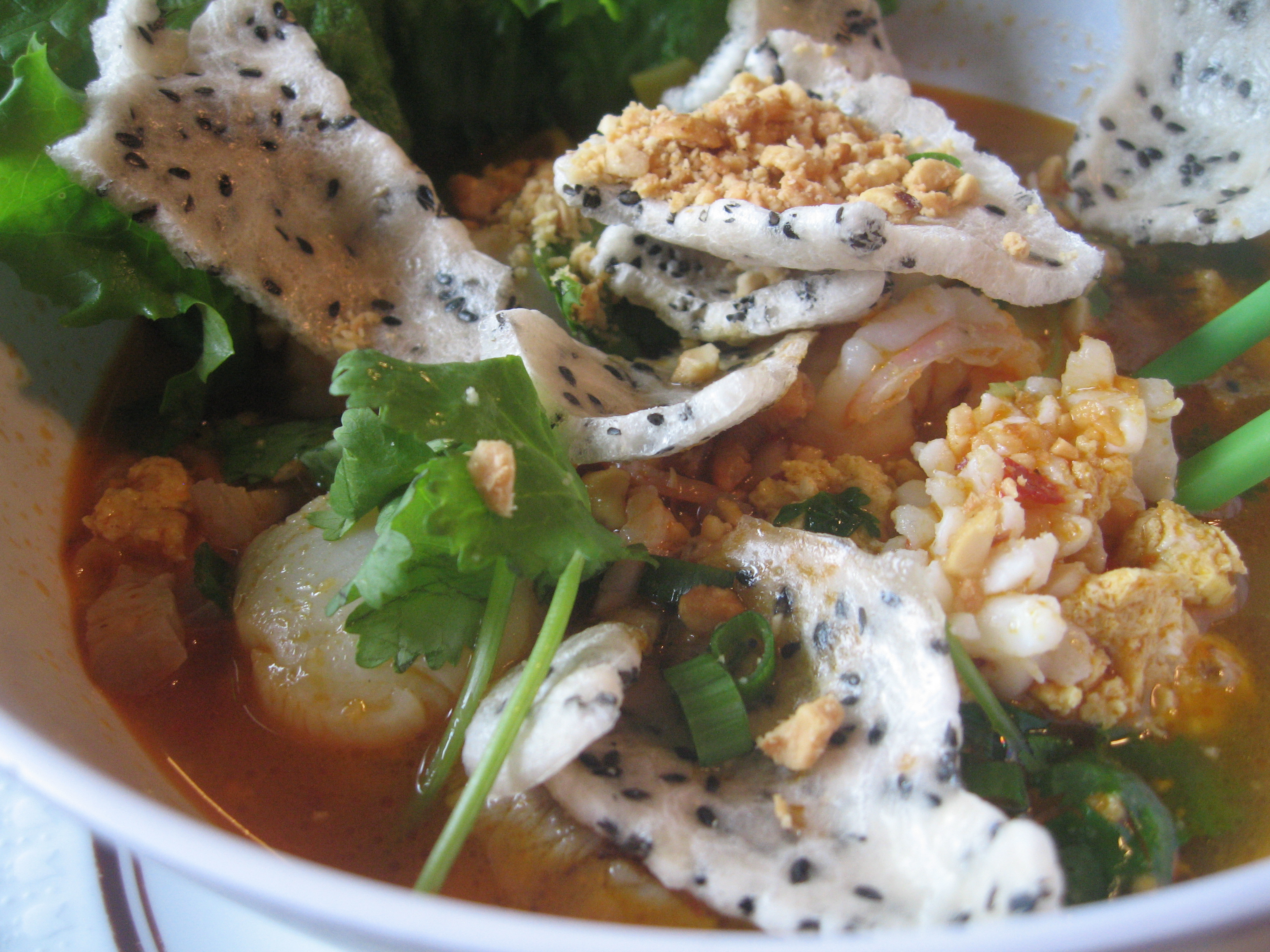
mì Quảng, món ăn thông dụng của người xứ Quảng

Thực đơn cho bữa điểm tâm của Việt Nam có rất nhiều món và đa dạng, và còn có sự khác biệt ở giữa các vùng miền nhưng nhìn chung, người Việt khi ăn sáng thì chuộng các món có nước. Miền Bắc thì thường dùng phở, bún, cháo... còn ở miền Nam thiên về dùng cơm tấm, hủ tíu, mì Quảng... Ngoài ra, còn có một số món quen thuộc khác như: bánh canh, xôi hay bánh mỳ... Tuy vậy, có một số món phổ biến và giá trị năng lượng như sau: bánh canh, bún (bún bò, bún mắm, bún măng, bún mọc, bún riêu cua, bún ốc), cháo lòng, hủ tiếu (hủ tíu, hủ tiếu mì), mì Quảng, miến gà, phở (phở bò, phở gà... đặc biệt người Hà Nội rất thích ăn phở và thậm chí có nhiều người sẵn sàng chi rất nhiều tiền để ăn sáng với món này), mì ổ (kẹp thịt, kẹp chả, mì kẹp dăm bông, mì chan nước thịt, bánh mỳ ốp la..., xôi hay các loại thức ăn khác.
Ở Việt Nam, một số người có thói quen không ăn sáng đều đặn, đúng giờ giấc hoặc nhịn ăn sáng, nhất là các học sinh, sinh viên.... vì do bữa sáng quá sớm, quan niệm cho rằng bữa ăn sáng không phải là chính hoặc họ không đủ thời gian hoặc họ không cảm thấy đói, hoặc làm biếng nấu ăn hoặc muốn giảm cân, ăn kiêng, các em học sinh nhịn ăn sáng để lấy tiền tiêu vặt, chơi game... chính vì vậy bữa sáng thường qua loa, sơ sài, ăn vội vàng. Đây là một thói quen không tốt dưới góc độ y học và có khuyến cáo nên coi buổi ăn sáng như là buổi chính và năng lượng trung bình dành cho nó nên đạt 1/3 năng lượng trong cả ngày.

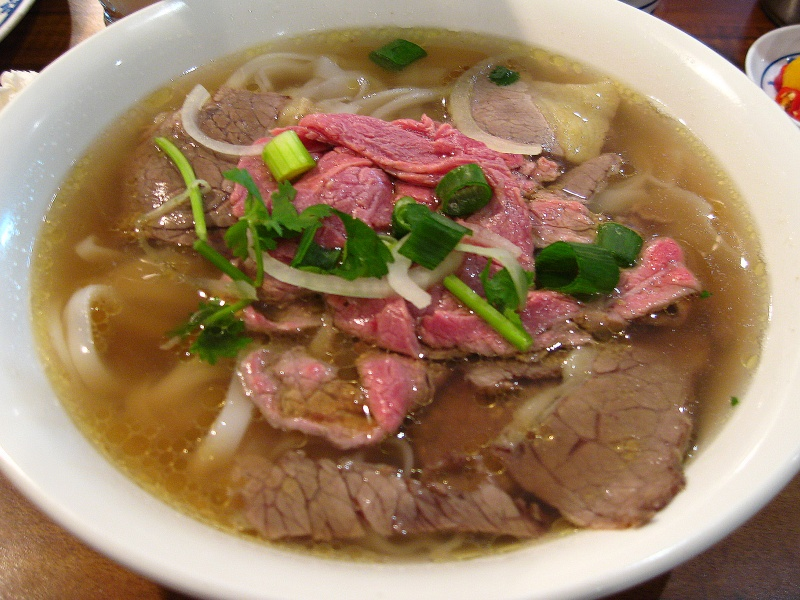
Phở bò, món ăn sáng quen thuộc của người Hà Nội

Đồng thời nhiều người có quan niệm, ăn sáng sẽ bị mập, và thường bỏ buổi sáng mà ăn quà vặt với những loại thực phẩm giàu năng lượng như khoai tây rán, gà rán, bánh tráng trộn, nước uống có gaz... khi đói quá, thường ăn nhanh, ăn nhiều... nên càng dễ bị béo phì.
Có nhiều khuyến cáo cho rằng trẻ vị thành niên càng không nên bỏ buổi sáng vì vị thành niên là lứa tuổi phát triển nhanh cả về thể chất lẫn tinh thần để chuyển biến từ trẻ em sang người trưởng thành. Thực tế cho thấy do thời khoá biểu học tập của các em đang đi học quá dày đặc, vừa học chính khóa, phụ đạo, học thêm, học tăng cường, học bồi dưỡng, học ôn thi... từ sáng đến tối và ít phải chịu sự kiểm soát thường xuyên của cha mẹ nên hay bỏ bữa ăn sáng.
Theo nghiên cứu của ngành giáo dục Việt Nam, các em đi học không ăn bữa sáng thì sẽ sao nhãng trong việc nghe giảng, không tập trung, vì các em bị đói, nên không tham gia vui chơi, người mệt mỏi bơ phờ chưa kể đến giảm khả năng tính toán trong việc học môn toán, khả năng học bài và hoạt động thể lực trong môn thể dục cũng bị ảnh hưởng, thậm chí có trường hợp hạ đường huyết và ngất xỉu

### Châu Âu

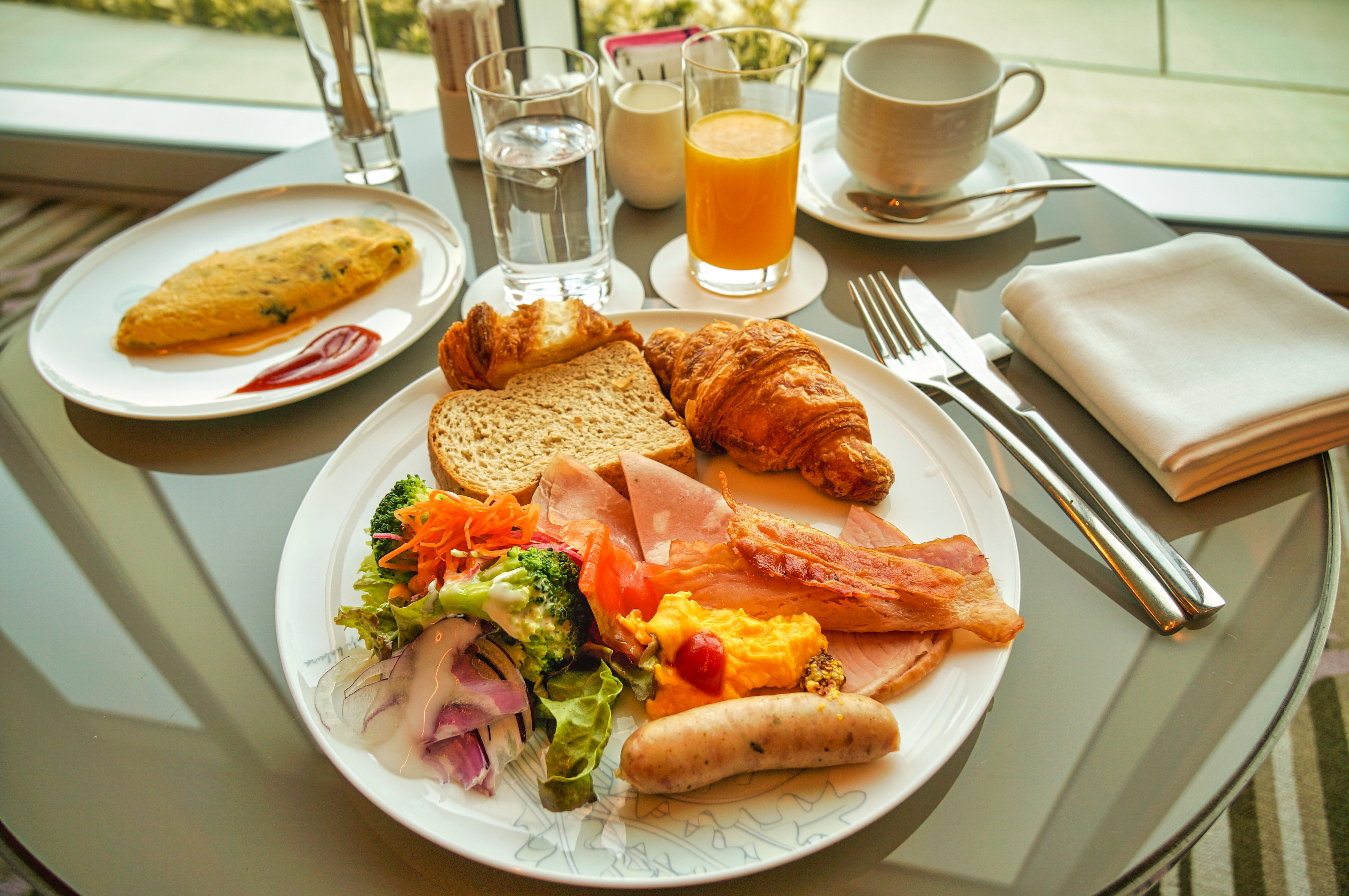
Một bữa sáng kiểu lục địa với các khẩu phần tiêu chuẩn

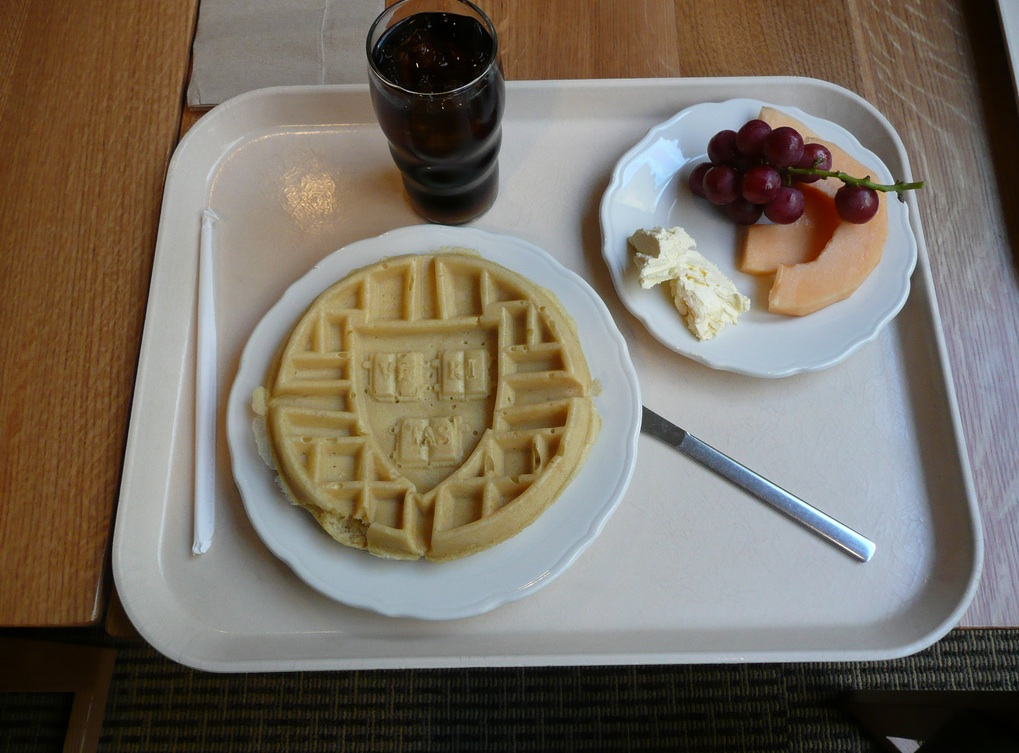
Một bữa sáng kiểu Âu đơn giản

Ở châu Âu có kiểu ăn sáng theo phong cách Âu lục địa gọi là Bữa sáng kiểu lục địa (Continental breakfast) và đây cũng chính là bữa ăn sáng tiêu chuẩn thường được phục vụ trong các khách sạn, khu nghỉ dưỡng hiện đại ngày nay. Một Continental breakfast đúng chuẩn kiểu Tây truyền thống sẽ bao gồm các loại bánh như bánh mì, bánh sừng bò, bánh ngọt, bánh kếp, bánh nướng xốp, bánh quế, ngũ cốc, mứt, bơ, pho mát, thịt chế biến sẵn, xúc xích, đậu nướng, khoai tây và đồ uống gồm nước ép trái cây, cà phê, sữa, trà. Tuy nhiên, tùy thuộc vào mỗi văn hóa quốc gia và phong cách của từng khách sạn mà Continental breakfast sẽ có sự biến tấu dựa trên tiêu chuẩn sẵn có. Trong đó, thành phần ngũ cốc bữa sáng (Breakfast cereal) là món ăn sáng được chế biến từ các loại hạt ngũ cốc đã qua chế biến, thường thì người ra sẽ đổ sữa tươi vào rồi ăn.
Thông thường bữa sáng kiểu lục địa được đặt theo kiểu tự chọn, tự phục vụ và mang thức ăn trở lại bàn, tự kiếm và sắp xếp đĩa, dao kéo, kính và khăn ăn. Một mảng ăn sáng kiểu lục địa thường chỉ có sẵn trong một khoảng vài giờ vào buổi sáng. Bữa sáng kiểu lục địa cũng tiết kiệm chi phí hơn cho các cơ sở phục vụ chúng vì cần ít nhân viên hơn để chuẩn bị và phục vụ. Khác với Continental breakfast (ăn sáng kiểu lục địa) thì American breakfast (bữa sáng kiểu Mỹ) là thuật ngữ chỉ dịch vụ phục vụ bữa ăn sáng kiểu Mỹ với thực đơn bao gồm trứng ốp la, lát thịt xông khói hoặc xúc xích, vài lát bánh mì nướng phết với mứt, bơ, bánh pancake, nước hoa quả, trà, cà phê.
Theo từng quốc gia thì bữa ăn sáng ở châu Âu thường được chú trọng, khẩu phần thiên về các chất như thịt, bơ, trứng, sữa, thức uống thì có thêm cà phê, sữa...

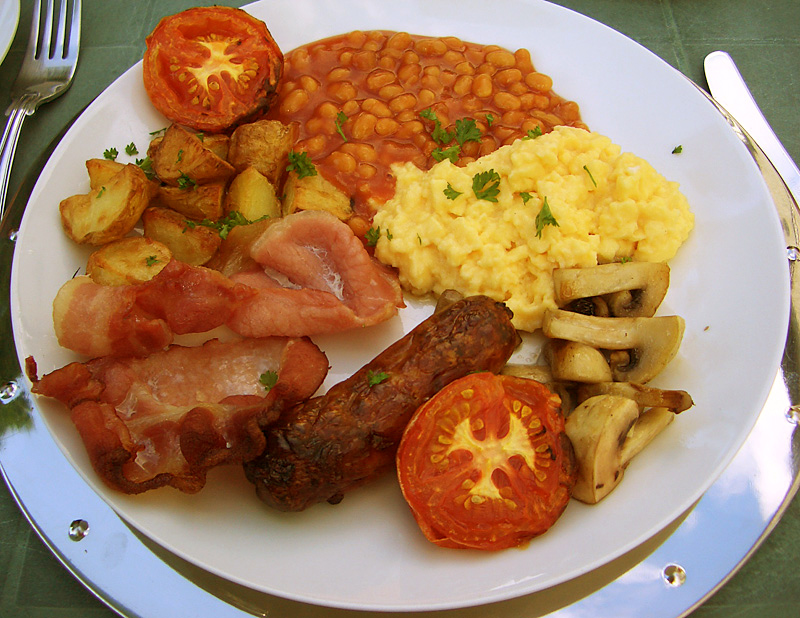
Bữa ăn sáng của Anh

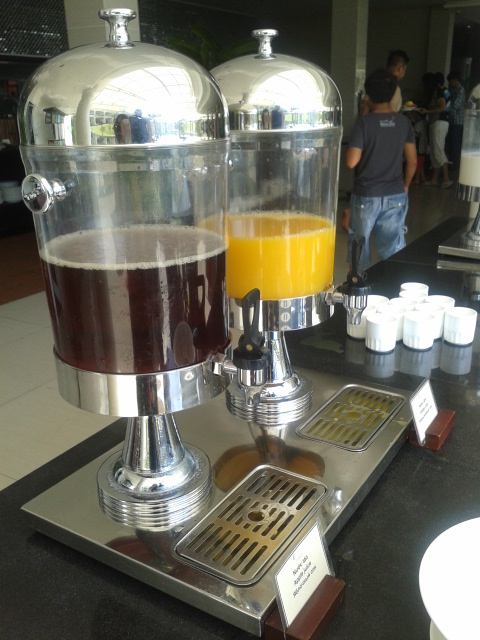
Đồ uống phục vụ sẵn trong một bữa sáng kiểu lục địa

- Tại Anh: Người Anh có truyền thống ăn sáng thịnh soạn gọi là Bữa sáng đầy đủ (Full breakfast). Những món ăn sáng như trứng chiên thịt nguội, xúc xích áp chảo, cá hồi hun khói, bò philê quết bơ hay sườn heo nướng. Bữa sáng ở đây khá thịnh soạn, và người dân thường ăn đủ chất vào bữa ăn quan trọng này. Vào bữa sáng, người Anh thường dùng kèm thêm một chút nước trái cây và trà.
- Ở Pháp: Thực đơn chính trong buổi sáng là một tách cà phê sữa và bánh sừng bò, bánh mì (bánh mì dài) với jambon và bơ, người Pháp thường bỏ ra 20 phút để dùng bữa sáng tại gia đình, đồng thời lượng ngũ cốc, trái cây tươi và sữa chua được tiêu thụ cho bữa sáng rất nhiều., cà phê đen cũng là thức uống đặc trưng trong bữa sáng của người Pháp (cũng có thể thay thế bằng trà và chocolate).[12] Cần lưu ý là trong khẩu phần bữa ăn sáng của người Pháp, thức ăn rán, đặc biệt là bánh rán gần như là một điều cấm kỵ.

- Tại Đức: Bữa điểm tâm ở Đức được dọn ra khá sớm gồm có cà phê, trà và một loạt các "delicatessen" (jambon, các loại xúc xích của Đức, pa-tê) và nhiều loại phomát được cắt thành khoanh mỏng. Trên bàn còn nhiều loại bánh mì khác nhau được bày ra theo sở thích của từng người.
- Tại Đan Mạch: Theo truyền thống, vào buổi sáng hầu hết người lớn tuổi uống cà phê hoặc trà và ăn bánh mì đỏ hoặc bánh mì trắng với bơ, giăm bông. Thanh niên đa phần ăn những thực phẩm làm từ sữa hoặc ngũ cốc như bột yến mạch cùng với một món ăn chính. Truyền thống ở Đan Mạch là sử dụng món bánh hấp, một món ăn kết hợp từ bánh mì đỏ và đường nâu.
- Tây Ban Nha: Bữa ăn sáng của người Tây Ban Nha gọn gàng, thông thường chỉ gồm một tách cà phê đậm, có thể pha thêm sữa nếu thích (đây là loại thức uống chính trong bữa sáng) hoặc một ly sô-cô-la nóng, đặc và một vài lát bánh mì chiên hoặc nướng. Thực đơn còn có món bánh ngô Tây Ban Nha (là một loại trứng tráng, thường không chứa phó mát hay lớp kem bơ phủ trên bề mặt cộng với các nguyên liệu như tiêu, hành, thảo mộc và gia vị...), bánh rán Chorros, bánh mì nướng Torrija.[13]
- Ở hai nước Bỉ và Luxembourg: Hai nước này có thói quen ăn sáng gần giống như người Pháp, nhưng họ gọi bữa sáng là "déjeuner" giống như ở Canada. Người dân uống rất nhiều cà phê cho bữa sáng, nhưng họ chỉ dùng cà phê loãng.
- Hi Lạp: Người dân thường ăn món "proino" gồm cà phê và bánh mì nhỏ, tròn, được nướng giòn và phết mật ong để phục vụ cho bữa ăn nhanh. Bữa sáng phổ thông được dọn với tất cả thức ăn cùng một lúc gồm trái ô liu, pho mát và thịt trộn pho mát, các loại bánh mì và mứt, đặc biệt họ thích uống một loại cà phê xay thật nhuyễn rót ra từ ấm làm bằng đồng.
- Đối với Thụy Sĩ: Người dân Thụy Sĩ thường bắt đầu bữa sáng với bánh mì tartine phết bơ, kế đến là "museli" (ngũ cốc trộn với hạt dẻ, nho khô, táo khô, chế thêm vào sữa nóng hoặc lạnh), đó là những thức ăn rất bổ dưỡng.
- Tại Hungari: Bữa sáng được gọi là "reggeli" gồm trà, sữa, chocolate và "hémendex"(trứng chiên jambon), các loại thịt nguội, pho mát, bánh mì phết mật ong và mứt trái cây.
- Vùng Bắc Âu: Thực đơn bữa sáng ở vùng này rất thịnh soạn. Món cá mòi, ngũ cốc, pho mát, đồ nguội (pa-tê, xúc xích..), mứt, bánh mì tartine. Có thể thấy bữa ăn sáng rất giàu chất bổ dưỡng và đủ vị mặn ngọt, ăn đầy đủ có thể no đến chiều. Cà phê được dùng thường rất nhạt, người dân ít uống trà trong bữa ăn sáng.

### Châu Mỹ

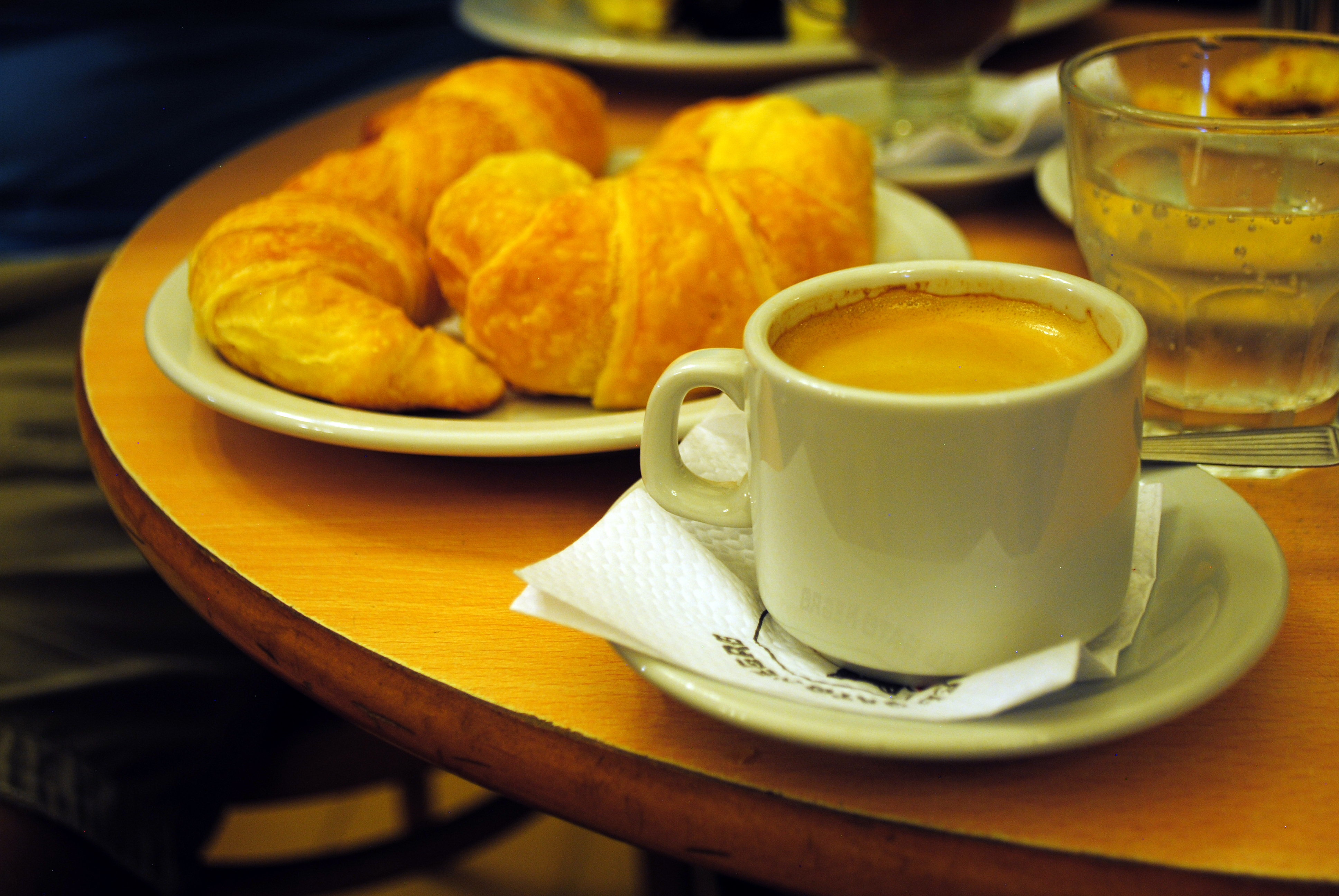
Một bữa ăn sáng ở Argentina với bánh mì ngọt và cà phê

- Hoa Kỳ: Một bữa ăn sáng của người Mỹ thường bao gồm các món "pancake", "french toast" hoặc "eggs benedict" gồm trứng trên một khoanh thịt mỡ và tưới lên một loại nước xốt của Hà Lan.
- Ở Canada: Bữa sáng ở đây gồm bánh "crêpe" có tưới lên xirô cây Phong (biểu tượng trên quốc kỳ của Canada) cộng với một loạt thức ăn nguội, trứng chiên, trái cây và nước trái cây, ngũ cốc(thường là loại đã chế biến sẵn), phomát, bánh mì, mứt. Tại Québec người dân còn ăn "puotine", một loại khoai tây chiên có phết phomát và đổ lên trên một loại xốt cà chua đậm đặc. Người dân Canada gọi bữa sáng của mình là "déjeuner" (giống như người Pháp).

### Châu Úc
- Tại Úc: Bữa điểm tâm điển hình của người Úc (không tính thổ dân bản địa) thường là ngũ cốc, bánh mì và cùng với bơ, sữa và hoa quả tươi, chỉ có ít hơn 10% người dân Úc sử dụng bữa ăn sáng là những đồ chế biến. Phụ nữ và nam giới đều sử dụng bữa ăn sáng giống nhau, nhưng lượng thức ăn nạp vào cơ thể của người phụ nữ thường ít hơn nam giới. Hơn ba phần tư số người sử dụng ngũ cốc là bữa ăn sáng chính của họ, với thêm khoảng 70% là các sản phẩm sữa (sữa chua, phomát và sữa hoặc các loại nước thay thế như sữa đậu nành).